# 彭城嘉津馬
彭城 嘉津馬（さかき かつま、1874年（明治7年）7月16日 - 1952年（昭和27年）6月20日）は、明治時代後期から昭和時代前期の土木工学者、実業家。

## 経歴
長崎県に生まれる。1892年（明治25年）攻玉社土木科を卒業し、東京府に勤務後、1896年（明治29年）東京測量社に転じて水力電気事業の設計に従事する。1897年（明治30年）東京市橋梁技手を経て、1898年（明治31年）海軍省臨時建築部に出向し、日露戦争下において徳山練炭製造所の建設工事を指揮した。
1905年（明治38年）戦争終結を機に官を辞し、富士瓦斯紡績に入社し、土木係主任となる。同社にて水力電気工事に従事したのち、1927年（昭和2年）同社電気部を分離した富士電力会社が創立すると同社取締役、同年、第二富士電力会社設立により同社取締役を兼務した。1935年（昭和10年）6月、富士電力常務取締役に就任し、翌年第二富士電力が解散し富士電力に併合したのちも同職を務めた。この間、30余年に渡り富士電力を当時日本屈指の水力電気事業会社に育て上げ、漆田、峰、山北、嵐、福沢など10余のダム建設を指揮した。ほか、川根電力索道の社長を歴任した。